# SMS Rostock

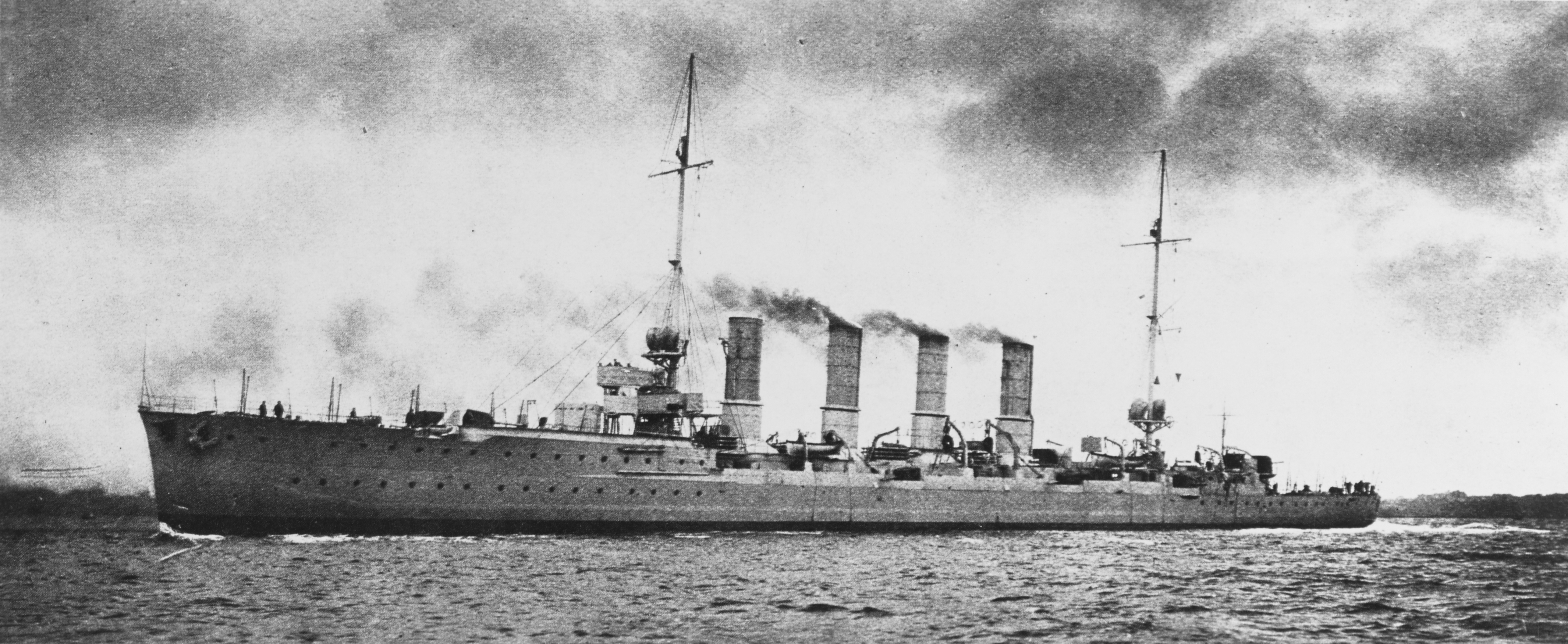
SMS Rostock

SMS Rostock var en tysk lätt kryssare av Karlsruhe-klass, som namngivits efter staden Rostock i Tyskland.
Fartygets sjösättning var den 12 november 1912 och den 5 februari 1914 ställdes det officiell i bruk. Under första världskriget deltog fartyget i olika slag, till exempel i första slaget vid Helgolandsbukten och Skagerrakslaget. I sistnämnda slaget blev SMS Rostock klockan 01.30 på natten träffad av en brittisk torped. Nästan hela manskapet räddades av tyska torpedbåtar men tyskarna var tvungen att sänka SMS Rostock. 14 besättningsmedlemmar miste livet under slaget.